# Aéroport de Tchokourdakh
L'aéroport de Tchokourdakh (en russe : Аэропорт «Чокурдах») est un aéroport russe situé à un kilomètre au nord de la localité de Tchokourdakh, en République de Sakha. Cet aéroport a un trafic de l'ordre de 12 000 passagers par an.

## Compagnies et destinations
| Compagnies       | Destinations |
| ---------------- | ------------ |
| Yakutia Airlines | Iakoutsk     |

Édité le 07/02/2018